# Coupe de France masculine de rink hockey
Créée en 2001, la coupe de France de rink hockey, est une compétition annuelle mettant aux prises les clubs de rink hockey en France. Chaque club, dont une des équipes senior participe à un championnat national (N1, N2 ou N3) ou régional, peut s'inscrire à la compétition. Le vainqueur de cette compétition gagne la Coupe de France de rink hockey et peut participer à la Coupe CERS la saison suivante. La coupe est organisée par le Comité national de rink hockey de la Fédération française de roller et skateboard.

## Format
La compétition se déroule sous la forme d'un tournoi à élimination directe, à l'exception de la finale qui se joue en matchs aller et retour depuis la saison 2007-2008.
Jusqu'aux huitièmes de finale inclus, le club qui reçoit est celui qui évolue dans le plus faible championnat, ou au club qui a effectué le plus de déplacements ou à défaut par tirage au sort.
Des quarts aux demi-finales, une équipe N3 reçoit systématiquement si son adversaire évolue en N2 ou N3. Ensuite, la réception du match est attribuée à l'équipe ayant fait le plus de déplacements, ou par défaut par tirage au sort.
La finale se déroule en match aller retour. L'ordre des matchs est décidé par tirage au sort.

## Palmarès
| Édition | Saison         | Vainqueur                                       | Finaliste                                       | Demi-finalistes                                 |
| ------- | -------------- | ----------------------------------------------- | ----------------------------------------------- | ----------------------------------------------- |
| 1       | 2001-2002 (it) | LV La Roche-sur-Yon                             | HC Quévert                                      | Nantes Longchamp (N3) et Biarritz OL (N2)       |
| 2       | 2002-2003      | RAC St-Brieuc                                   | SA Mérignac                                     | ROC Vaulx en Velin (N2) et LV La Roche-sur-Yon  |
| 3       | 2003-2004      | RAC St-Brieuc                                   | HC Quévert                                      | CS Noisy-le-Grand et LV La Roche-sur-Yon        |
| 4       | 2004-2005      | SCRA Saint-Omer                                 | SPRS Ploufragan                                 | CS Noisy-le-Grand et LV La Roche-sur-Yon        |
| 5       | 2005-2006      | LV La Roche-sur-Yon                             | SCRA Saint-Omer                                 | US Coutras et CP Roubaix (N2)                   |
| 6       | 2006-2007      | LV La Roche-sur-Yon                             | US Coutras                                      | HC Quévert et RAC St-Brieuc                     |
| 7       | 2007-2008      | HC Quévert                                      | US Coutras                                      | RAC St-Brieuc (N2) et SCRA Saint-Omer           |
| 8       | 2008-2009      | SA Mérignac                                     | HC Quévert                                      | Nantes ARH et ROC Vaulx en Velin                |
| 9       | 2009-2010      | SCRA Saint-Omer                                 | RAC St-Brieuc                                   | US Coutras et SPRS Ploufragan                   |
| 10      | 2010-2011      | LV La Roche-sur-Yon                             | SCRA Saint-Omer                                 | RAC St-Brieuc et CO Pacé (N2)                   |
| 11      | 2011-2012      | SCRA Saint-Omer                                 | HC Quévert                                      | RAC St-Brieuc et SA Gazinet-Cestas (N2)         |
| 12      | 2012-2013      | HC Quévert                                      | SCRA Saint-Omer                                 | RAC St-Brieuc et LV La Roche-sur-Yon            |
| 13      | 2013-2014      | LV La Roche-sur-Yon                             | CS Noisy-le-Grand                               | SCRA Saint-Omer et US Coutras                   |
| 14      | 2014-2015      | HC Quévert                                      | LV La Roche-sur-Yon                             | SPRS Ploufragan et SCRA Saint-Omer              |
| 15      | 2015-2016      | LV La Roche-sur-Yon                             | SCRA Saint-Omer                                 | HC Quévert et AL Plonéour-Lanvern               |
| 16      | 2016-2017 (it) | SCRA Saint-Omer                                 | Nantes ARH                                      | LV La Roche-sur-Yon et HC Quévert               |
| 17      | 2017-2018      | SCRA Saint-Omer                                 | CS Noisy-le-Grand                               | Nantes ARH et SA Mérignac                       |
| 18      | 2018-2019      | SCRA Saint-Omer                                 | RHC Lyon                                        | US Coutras et Poiré Roller                      |
| 19      | 2019-2020      | CS Noisy-le-Grand                               | SCRA Saint-Omer                                 | Nantes ARH et LV La Roche-sur-Yon               |
| 20      | 2020-2021      | Titre non attribué pour des raisons sanitaires. | Titre non attribué pour des raisons sanitaires. | Titre non attribué pour des raisons sanitaires. |
| 21      | 2021-2022      | HC Quévert                                      | RHC Lyon                                        | LV La Roche-sur-Yon et US Villejuif             |
| 22      | 2022-2023      | SCRA Saint-Omer                                 | US Coutras                                      | LV La Roche-sur-Yon et CS Noisy-le-Grand        |
| 23      | 2023-2024      | HC Quévert                                      | SPRS Ploufragan                                 | LV La Roche-sur-Yon et Quintin RC               |
| 24      | 2024-2025      | HC Quévert                                      | US Coutras                                      | LV La Roche-sur-Yon et SPRS Ploufragan          |

## Bilan des clubs
| Cl | Équipe              | NT | DA   | NT | DA   |
| -- | ------------------- | -- | ---- | -- | ---- |
| 1  | SCRA Saint-Omer     | 6  | 2019 | 5  | 2020 |
| 2  | LV La Roche-sur-Yon | 6  | 2016 | 1  | 2015 |
| 3  | HC Quévert          | 3  | 2015 | 4  | 2012 |
| 4  | RAC Saint-Brieuc    | 2  | 2004 | 1  | 2010 |
| 5  | SA Mérignac         | 1  | 2009 | 2  | 2018 |
| 6  | CS Noisy-le-Grand   | 1  | 2020 | 1  | 2014 |
| 7  | US Coutras          | 0  | -    | 2  | 2008 |
| 8  | SPRS Ploufragan     | 0  | -    | 1  | 2005 |
| -  | Nantes ARH          | 0  | -    | 1  | 2017 |
| -  | RHC Lyon            | 0  | -    | 1  | 2019 |